# F.B.I. contre l'œillet chinois
Pour plus de détails, voir Fiche technique et Distribution.
F.B.I. contre l'oeillet chinois (titre original : Das Geheimnis der chinesischen Nelke) est un film d'espionnage germano-franco-italien de Rudolf Zehetgruber sorti en 1964.

## Synopsis
Mary Lou, directrice du cabaret L'Œillet chinois, est en secret à la tête d'une redoutable bande de gangsters dont les spécialités sont l'usage d'explosifs et d'une broche en forme d'œillet enduite de poison. Son nouveau projet consiste à s'emparer d'un microfilm contenant la formule d'un produit révolutionnaire capable de faire de la concurrence au pétrole...

## Fiche technique
- Titre original allemand : Das Geheimnis der chinesischen Nelke
- Titre italien : Il segreto del garofano cinese
- Titre français : F.B.I. contre l'œillet chinois[1]
- Réalisation : Rudolf Zehetgruber
- scénario : Rudolf Zehetgruber d'après le roman de Louis Weinert-Wilton
- Directeur de la photographie : Jan Stallich
- Montage : Herbert Taschner
- Musique : Milos Vacek
- Production : Wolf C. Hartwig, Jacques Leitienne, René-Marie Bobichon, Mario Siciliano
- Sociétés de production : Rapid Film, Impexci, Metheus Film
- Pays de production :  Allemagne de l'Ouest,  France,  Italie
- Langue originale : allemand
- Format : Noir et blanc - 1,66:1 - Son mono - 35 mm
- Genre : Espionnage et action
- Durée : 90 minutes (1 h 30)
- Date de sortie :
  - Allemagne de l'Ouest : 9 octobre 1964
  - Italie : 26 décembre 1964
  - France : 31 mars 1965[1]
- Affiche : Constantin Belinsky (France)

## Distribution
- Brad Harris (VF : Marc Cassot) : Donald Ramsey
- Olga Schoberová : Susan Bexter
- Paul Dahlke (VF : Jacques Berthier) : Reginald Sheridan
- Dietmar Schönherr : Dr Cecil Williams
- Dominique Boschero : Mary Lou
- Pierre Richard (homonyme à ne pas confondre avec l'acteur né en 1934) : l'inspecteur Travers
- Corrado Annicelli (VF : René Bériard) : Pr Bexter
- Klaus Kinski : Speranzo
- Horst Frank (VF : Jacques Thébault) : le lieutenant Leggett